# Universidad AGH de Cracovia
La Universidad AGH de Cracovia, (abreviada como Universidad AGH; anteriormente: Universidad de Ciencia y Tecnología AGH, abreviada AGH UST) es una universidad pública en Cracovia, Polonia. Fundada en 1913, su inauguración tuvo lugar en 1919. La universidad se centra en tecnologías innovadoras, su perfil de investigación también incluye disciplinas de ingeniería, ciencias exactas, ciencias de la Tierra y ciencias sociales.
La universidad es una de las 10 instituciones polacas de educación superior a las que se les ha concedido el título de Universidad de Investigación. La universidad comprende, entre otras unidades, 16 facultades, un centro de investigación: el Centro Académico de Materiales y Nanotecnología AGH UST, y otros centros y departamentos didácticos. Ofrece tres niveles de educación: primer ciclo, segundo ciclo y tercer ciclo (escuelas de doctorado). La universidad educa a más de 20.000 estudiantes y emplea a casi 2.000 miembros del personal académico (incluidos más de 200 profesores y más de 500 profesores asociados).
En las clasificaciones internacionales, la Universidad AGH ocupa regularmente el primer lugar entre las universidades técnicas polacas en el Center for World University Rankings 2022-2023 o en el Academic Ranking of World Universities 2021.